# 末日逼近 (2020年迷你劇)
《末日逼近》（英語：The Stand）是一部劇情類網路迷你劇集。故事改編自史蒂芬·金創作的同名小說。由CBS電視網製作，2020年12月17日於CBS All Access首播。

## 概要
史蒂芬·金筆下的世界末日伴隨著擴散的病毒和瘟疫，以及善惡的鬥爭。人類的命運取決於一位108歲的愛碧嘉老媽和為數不多的倖存者，他們需要面對擁有強大力量、面帶致命微笑的暗黑男蘭道爾·佛來格及其眾多黨羽。

## 演員與角色

### 主演
- 詹姆斯·馬斯登 飾演 史都華·瑞德門（Stu Redman）
- 奧黛莎·楊 飾演 法蘭·古德史密斯（Frannie Goldsmith）
- 歐文·提格 飾演 哈羅德·勞德（Harold Lauder）
- 亞歷山大·史柯斯嘉 飾演 蘭道爾·佛來格（Randall Flagg）
- 琥碧·戈柏 飾演 愛碧嘉老媽（Mother Abagail）
- 喬凡·阿戴波（英语：Jovan Adepo） 飾演 拉里·安德伍德（Larry Underwood）
- 安柏·赫德 飾演 娜汀·克勞斯（Nadine Cross）
- 亨利·札加（英语：Henry Zaga） 飾演 尼克·安德羅斯（Nick Andros）
- 布萊德·威廉·亨克（英语：Brad William Henke） 飾演 湯姆·卡倫（Tom Cullen）
- 葛雷·肯尼爾 飾演 格倫·貝特曼（Glen Bateman）
- 艾琳·貝達德（英语：Irene Bedard） 飾演 蕾·布倫特納（Ray Brentner）
- 納特·沃爾夫 飾演 勞埃德·亨瑞德（Lloyd Henreid）

### 客串
- 漢米許·林克萊特 飾演 埃利斯（Dr. Ellis）
- 伊昂·拜利 飾演 泰迪·維扎克（Teddy Weizak）
- 丹尼·辛積達（英语：Daniel Sunjata） 飾演 科布（Cobb）
- J·K·西蒙斯 飾演 斯塔基（General Starkey）
- 伊薩·米勒 飾演
- 戈登·科米爾 飾演 喬（Joe）
- 凱瑟琳·麥克納馬拉 飾演 朱莉·勞瑞（Julie Lawry）
- 海瑟·葛拉罕 飾演 麗塔·布萊克摩爾（Rita Blakemoor）
- 娜塔莉·馬丁內斯（英语：Natalie Martinez） 飾演 戴娜·吉根斯（Dayna Jurgens）
- 菲奧娜·杜里夫（英语：Fiona Dourif） 飾演
- 小克利夫頓·柯林斯 飾演 鮑比·特里（Bobby Terry）

## 集數
| 集數 | 標題 | 譯名   | 導演                                | 編劇                                           | 首播日期       |
| ---- | ---- | ------ | ----------------------------------- | ---------------------------------------------- | -------------- |
| 1    |      | 待公佈 | 约什·布恩                           | 乔什·布恩＆班·卡維爾                           | 2020年12月17日 |
| 2    |      | 待公佈 | 塔克·蓋茨                           | 乔什·布恩＆班·卡維爾                           | 2020年12月24日 |
| 3    |      | 待公佈 | 布里奇特·薩維奇·科爾＆丹妮爾·克魯迪 | 吉爾·基靈頓＆歐文·金                           | 2020年12月31日 |
| 4    |      | 待公佈 | 布里奇特·薩維奇·科爾＆丹妮爾·克魯迪 | 吉爾·基靈頓＆歐文·金和班·卡維爾＆艾瑞克·迪金森 | 2021年1月7日   |
| 5    |      | 待公佈 | 克里斯·費舍爾                       | 吉爾·基靈頓＆内特·李                           | 2021年1月14日  |
| 6    |      | 待公佈 | 克里斯·費舍爾                       | 吉爾·基靈頓＆内特·李                           | 2021年1月21日  |
| 7    |      | 待公佈 | 溫琴佐·納塔利                       | 歐文·金                                        | 2021年1月28日  |
| 8    |      | 待公佈 | 溫琴佐·納塔利                       | 班·卡維爾＆泰勒·艾爾莫                         | 2021年2月4日   |
| 9    |      | 待公佈 | 乔什·布恩                           | 史蒂芬·金                                      | 2021年2月11日  |

## 製作

### 開發
2014年2月25日，華納兄弟和CBS電影宣佈開發史蒂芬·金的小說《末日逼近》。约什·布恩有望執導電影，羅伊·李和吉米·米勒將擔當監製。2015年6月，消息稱小說將在電影上映前先改編為8集迷你劇。2016年2月，電影項目被擱置，影視改編權從華納回歸到CBS電影，迷你劇的項目同樣被捨棄。
2017年9月，史蒂芬·金表示正在與Showtime電視網或CBS All Access接觸，重啟電視劇項目。2018年3月30日，CBS電視網宣佈將開發10小時時長的迷你劇，同時考慮繼續聘請乔什·布恩擔當導演。2019年1月30日，CBS電視網確認預訂該迷你劇，並計劃於在線流媒體平台CBS All Access首播。劇集由约什·布恩和班·卡維爾編劇，他們與羅伊·李、吉米·米勒和理查·P·魯賓斯坦共同擔任執行製片人，威爾·韋斯克和米莉·尤恩擔當聯合執行製片人，歐文·金為製片人。製作公司包括Vertigo Entertainment、Allen Shapiro和CBS電視劇工作室。

### 選角
2019年6月，詹姆斯·馬斯登、安柏·赫德、琥碧·戈柏、葛雷·肯尼爾、奧黛莎·楊和亨利·札加正在洽談出演劇集。7月8日，瑪麗蓮·曼森透露將參加演出。8月1日，瑪麗蓮·曼森、詹姆斯·馬斯登、安柏·赫德、葛雷·肯尼爾、奧黛莎·楊和亨利·札加確認出演劇集。史蒂芬·金為劇集創作了不同於小說的結尾，最終集由他與兒子歐文·金聯合編劇。9月11日，亞歷山大·史柯斯嘉確認出演蘭道爾·佛來格，琥碧·戈柏、喬凡·阿戴波、歐文·提格、布萊德·威廉·亨克和丹尼·辛積達加入劇組。9月13日，導演乔什·布恩透露開啟拍攝作業。10月，納特·沃爾夫、伊昂·拜利、凱瑟琳·麥克納馬拉、漢米許·林克萊特和海瑟·葛拉罕加入劇組。12月，娜塔莉·馬丁內斯確定參演劇集。
2020年1月，小克利夫頓·柯林斯在個人Instagram透露將參演劇集。3月，伊薩·米勒在接受《瀟灑》雜誌採訪時確認出演未公佈角色。5月，瑪麗蓮·曼森所出演的角色被編劇捨棄，戈登·科米爾確定參演劇集。8月，1994年版本的同名迷你劇導演米克·加里斯確定客串出演，菲奧娜·杜里夫和艾琳·貝達德出演劇集。11月，《娛樂周刊》公佈伊薩·米勒出演的角色為。

### 拍攝
劇集的主體拍攝計劃於2019年9月16日在加拿大溫哥華開機，2020年3月11日殺青。

## 宣傳與發行
2020年8月25日，製作方宣佈迷你劇定於2020年12月17日首播。8月30日，CBS釋出前導預告片。

## 迴響
在影視匯總點評網站爛番茄上，《末日逼近》獲得55%的新鮮度，6.37/10分（55位劇評人）。《末日逼近》在Metacritic網站上得到「混合或平均評價」，獲得了56/100分（21位劇評人）。

## 資料來源
1. 1 2 3  Andreeva, Nellie; Petski, Denise. . Deadline Hollywood. 2019-01-30  [2019-01-30]. （原始内容存档于2019-01-31） （美国英语）.
2. 1 2  . Writers Guild of America West.   [2020-08-21]. （原始内容存档于2021-02-08） （美国英语）.
3. ↑  . The Futon Critic.   [2020-10-02] （美国英语）.
4. ↑  Kit, Borys. . The Hollywood Reporter. 2014-02-25  [2019-01-30]. （原始内容存档于2019-04-28） （美国英语）.
5. ↑  . comingsoon.net. 2015-06-05  [2017-02-06]. （原始内容存档于2017-09-29） （美国英语）.
6. ↑  . 2016-02-02  [2019-02-20]. （原始内容存档于2018-06-17） （美国英语）.
7. ↑  Buchanan, Kyle. . Vulture. 2017-09-25  [2017-09-29]. （原始内容存档于2017-09-28） （美国英语）.
8. ↑  Sneider, Jeff. . The Tracking Board. 2018-03-30  [2019-01-30]. （原始内容存档于2018-04-04） （美国英语）.
9. ↑  Low, Elaine. . Variety. 2019-01-30  [2019-01-30]. （原始内容存档于2019-01-31） （美国英语）.
10. ↑  Sneider, Jeff. . Collider. 2019-06-21  [2019-01-30]. （原始内容存档于2019-06-21） （美国英语）.
11. ↑  Carbone, Gina. . Cinemablend. 2020-03-09  [2020-05-21]. （原始内容存档于2020-05-20） （美国英语）.
12. ↑  Dan Epstein. . Revolver Magazine.   [2019-12-08]. （原始内容存档于2020-08-31） （美国英语）.
13. ↑  Hibberd, James. . 娛樂週刊. 2019-08-01  [2019-08-02]. （原始内容存档于2019-08-02） （美国英语）.
14. ↑  Petski, Denise. . Deadline Hollywood. 2019-08-01  [2019-08-02]. （原始内容存档于2019-08-02） （美国英语）.
15. ↑  Andreeva, Nellie. . Deadline Hollywood. 2019-08-01  [2019-08-02]. （原始内容存档于2019-08-02） （美国英语）.
16. ↑  Sneider, Jeff. . Collider. 2019-09-11  [2020-08-25]. （原始内容存档于2020-09-03） （美国英语）.
17. ↑  Ng, Philiana. . Entertainment Tonight. 2019-09-11  [2020-08-25]. （原始内容存档于2020-08-07） （美国英语）.
18. ↑  Jirak, Jamie. . www.comicbook.com. 2019-09-13  [2020-08-25]. （原始内容存档于2020-01-16） （美国英语）.
19. ↑  Petski, Denise. . Deadline. 2019-10-01  [2020-08-26]. （原始内容存档于2020-08-05） （美国英语）.
20. ↑  Pedersen, Erik. . Deadline Hollywood. 2019-10-11  [2020-08-25]. （原始内容存档于2020-09-03） （美国英语）.
21. ↑  Petski, Denise. . Deadline Hollywood. 2019-10-15  [2020-08-25]. （原始内容存档于2020-08-31） （美国英语）.
22. ↑  Harris, LaTesha. . Variety. 2019-12-12  [2020-08-30]. （原始内容存档于2020-11-19） （美国英语）.
23. ↑  Natalie Martinez(@iamnataliemartinez). . Instagram. 2019-12-14  [2020-08-30]. （原始内容存档于2020-11-19） （美国英语）.
24. ↑  Clifton Collins Jr.(@mrwupass). . Instagram. 2019-01-24  [2020-08-30]. （原始内容存档于2020-11-19） （美国英语）.
25. ↑  GQ Style magazine. . GQ. 2020-03-12  [2020-11-18]. （原始内容存档于2020-11-19） （美国英语）.
26. ↑  Breznican, Anthony. . Vanity Fair. 2020-05-20  [2020-10-05]. （原始内容存档于2020-05-22） （美国英语）.
27. ↑  Venable, Nick. . Cinema Blend. 2020-08-19  [2020-08-19]. （原始内容存档于2020-08-20） （美国英语）.
28. ↑  Colburn, Randall. . The A.V. Club.   [2020-08-29]. （原始内容存档于2020-11-19） （美国英语）.
29. ↑  Hibberd, James. . EW. 2020-11-18  [2020-11-18]. （原始内容存档于2020-11-19）.
30. ↑  Josh Boone. . Instagram. 2019-09-13  [2019-12-07].
31. ↑  Marc, Christopher. . hnentertainment. 2019-06-28  [2019-08-02]. （原始内容存档于2019-07-09） （美国英语）.
32. ↑  Bell, Amanda. . TVGuide.com. 2020-04-28  [2020-05-18]. （原始内容存档于2020-05-16） （美国英语）.
33. ↑  Hall, Jacob. . /Film. 2020-07-23  [2020-08-25]. （原始内容存档于2020-07-26） （美国英语）.
34. ↑  Nemetz, Dave. . TVLine. 2020-08-25  [2020-08-25]. （原始内容存档于2020-08-25） （美国英语）.
35. ↑  Hibberd, James. . Entertainment Weekly. 2020-08-30  [2020-08-31]. （原始内容存档于2020-09-07） （美国英语）.
36. ↑  . Rotten Tomatoes.   [2020-12-18]. （原始内容存档于2021-01-14） （美国英语）.
37. ↑  . Metacritic.   [2020-12-18]. （原始内容存档于2021-01-27） （美国英语）.

## 外部連結
- 互联网电影数据库（IMDb）上《末日逼近》的资料（英文）
- 豆瓣电影上《末日逼近》的資料 （简体中文）
- 爛番茄上《末日逼近》的資料（英文）